# ناوچه سبک کلاس کاریف
ناوچهٔ سبک کلاس کاریف (به انگلیسی: Khareef-class corvette) یک کلاس از کشتی به طول ۹۹ متر (۳۲۵ فوت) است.